# Caposaldo Monte Corto-Monte Bertrand
Il caposaldo di Monte Corto-Monte Bertrand fa parte del II Sistema Difensivo del II Settore di Copertura Alta Roja-Gessi, a difesa del Vallòn du Refrei (Rio Freddo) a pochi chilometri a nord-est dell'abitato di Tenda, in quello che un tempo era un vallone in territorio italiano che avrebbe consentito ad eventuali truppe d'invasione di entrare nel territorio nazionale attraverso il colle di monte Bertrand. 
Dopo la modifica del confine tra Italia e Francia sancita dal trattato di pace del 10 febbraio 1947, le opere del Caposaldo Monte Corto-Monte Bertrand passarono in territorio francese assieme a tutta la Alta Valle Roja. Il passaggio alla Francia le ha preservate dalla demolizione decretata dal trattato di pace per la maggior parte di quelle rimaste in Italia (accordo del 18 luglio 1948).

## Storia e descrizione

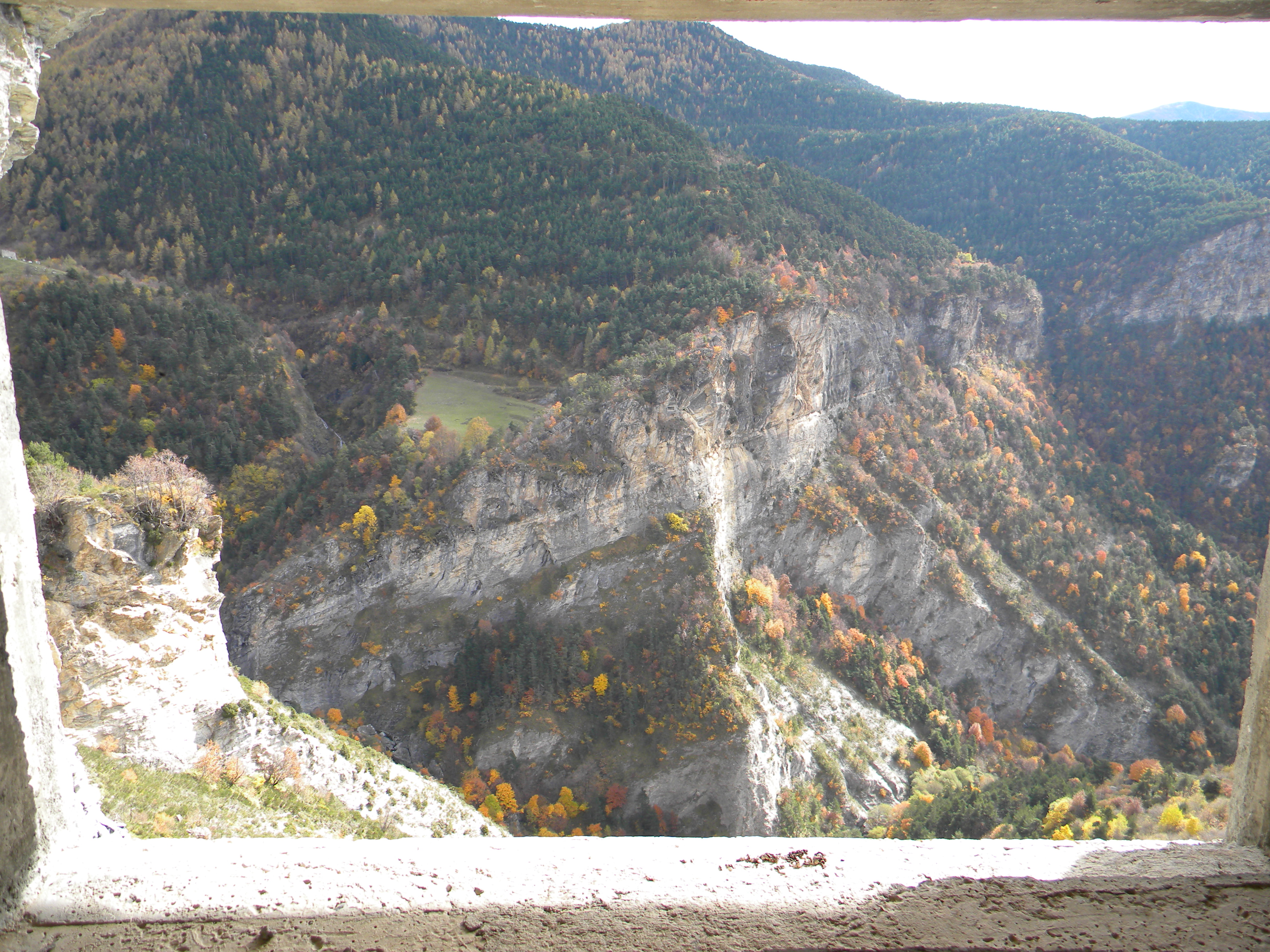
Vista dalla feritoia dell' "arma 1" di Castel Tournou.

I bunker del caposaldo in realtà non furono mai totalmente completati, in quanto non furono mai equipaggiati con impianti elettrici e/o idrici ma fu solo completati nella parte muraria di calcestruzzo; né furono mai armati o presidiati, dal momento che il 25 giugno 1940 la Francia capitolò a favore delle forze dell'Asse e quindi non rappresentava più una minaccia per l'Italia.
Le opere in muratura furono però completate all'incirca nel 1942 da parte della ditta civile incaricata, ma l'Amministrazione Militare, alla quale competeva il completamento delle opere, sospese i lavori, e lo stesso accadde, con alcune differenze, anche per le altre opere facenti parte del II Sistema Difensivo.
Il caposaldo è formato da cinque opere di tipo 15000, situate tutte nel comune francese di Tenda, denominate in ordine Opera 241, Opera 242, Opera 243, Opera 244 e Opera 245.
| Denominazione | Caratteristiche | Ubicazione                                                            |
| ------------- | --- | --------------------------------------------------------------------- |
| Opera 241     | Opera tipo Circolare 15000, non completata 4 mitragliatrici in casamatta di calcestruzzo (in quattro malloppi non realizzati).                                                                                            | Comune di Tenda Monte Corto.                                          |
| Opera 242     | Opera tipo Circolare 15000, non completata 3 mitragliatrici in casamatta di calcestruzzo (in tre caverne rimaste a livello di scavo); 1 osservatorio in caverna (non realizzato).                                         | Comune di Tenda Rocce di Gata, a quota 1765                           |
| Opera 243     | Opera tipo Circolare 15000, completata solo nelle murature 4 mitragliatrici in casamatta di calcestruzzo (tutte in caverna); 1 fucile mitragliatore a protezione del cunicolo di ingresso.                                | Comune di Tenda Regione Forno, Castel Tournou, a quota 1340           |
| Opera 244     | Opera tipo Circolare 15000, non completata 3 mitragliatrici in casamatta di calcestruzzo (2 in caverna, 1 in malloppo); 1 cannone da 75/27 in casamatta di calcestruzzo (in caverna); 1 ingresso attivo (non realizzato). | Comune di Tenda Regione Forno, Rocce di Servia.                       |
| Opera 245     | Opera tipo Circolare 15000, non completata 3 armi in casamatta di calcestruzzo (non realizzate); 1 ingresso attivo (non realizzato).                                                                                      | Comune di Tenda Regione Morignolo, Bassa della Crocetta, a quota 1677 |

## Opera 243 Castel Tournou
Castel Tournou è un particolare e maestoso torrione roccioso nelle cui viscere, intorno al 1940, sono stati scavati i locali dell'Opera 243.
Situato nel Vallòn du Refrei (Rio Freddo), a pochi chilometri a nord-est dell'abitato di Tenda, questa torre naturale domina l'intero vallone. L'importante posizione strategica non sfuggì ai militari, e per questo motivo, fu adibita per ospitare le gallerie e i locali dell'opera appartenente al "II Sistema Difensivo" che il Ministero della Guerra decise di costruire a difesa del territorio. Con il compito di arrestare le eventuali truppe nemiche (francesi) attaccanti da sud, che dopo aver sfondato la prima linea difensiva intorno a Mentone, si sarebbero trovate di fronte questa seconda linea difensiva che gli avrebbe impedito di raggiungere il Piemonte.

### Struttura
Interamente ricavato scavando nella roccia, questo sistema di casematte comprendeva un ingresso protetto da una postazione per arma automatica, una stazione fotofonica che la metteva in collegamento con la vicina Opera 244, latrine, ricoveri, infermeria, ma soprattutto 4 postazioni per mitragliatrice pesante Fiat mod.35 protette da altrettante casematte il cui posizionamento avrebbe permesso un tiro incrociato con le mitragliatrici dell'Opera 244 a difesa del vallone. Oltre che battere d'infilata tutta la Valle del Rio Freddo, la mulattiera omonima, la Valle della Varna e interdire l'accesso alla regione Forno;
le opere 243 e 244 avevano quindi una discreta importanza strategica, controllando la vecchia mulattiera che, attraverso il Colle dei Signori, permetteva di accedere alla Val Tanaro e costituiva quindi una porta di accesso al territorio italiano.
Queste casematte sono un esempio lampante di come sarebbero potute essere le postazioni dell'Opera 242 presso Rocce di Gata, un'opera difensiva poco più a ovest di Castel Tournou, che rimase allo stato di scavo.
Oggi il sito si trova in territorio francese in seguito al Trattato di pace di Parigi firmato il 10 febbraio 1947, che ha spostato il confine tra i due paesi ma allo stesso ha salvato le due opere dalla demolizione imposta dagli alleati alle fortificazioni italo-tedesche.

## Opera 244
L'Opera 244 è un'opera media costruita secondo i dettami della circolare 15000, in parte realizzata in calcestruzzo e in grossa parte realizzata in caverna. Anche questa opera è stata completata solo parzialmente nelle parti murarie e non è stata equipaggiata con gli impianti tecnici, né è stata armata. L'opera è posta in posizione laterale rispetto all'opera 243, creando un tiro di fiancheggiamento che avrebbe impedito il passaggio di truppe nemiche nel vallone.
L'opera comprende:
- un ingresso principale;
- un ingresso secondario, non completato
- un locale per la ventilazione;
- due latrine;
- due cameroni di ricovero;
- una serie di locali di servizio ricavati lungo il corridoio dell'ingresso principale e nel camerone del Ricovero 1;
- tre postazioni per mitragliatrice pesante Fiat Mod. 14/35 in casamatta di calcestruzzo, di cui due in caverna ed una in malloppo dotato di fossato diamante;
- una postazione per cannone da 75/27 Mod. 1906 in casamatta di calcestruzzo in caverna.
- Il malloppo dell'ingresso secondario, che avrebbe dovuto ospitare il gruppo elettrogeno, la postazione fotofonica verso l'Opera 243 e un ingresso attivo, non è stato costruito.

## Come arrivare alle opere
Dall'abitato di Tenda, in auto, si svolta verso est su Route de la Pie (un sentiero poco frequentato e percorribile in mountainbike), lasciata l'automobile a Pont Riche si continua a piedi lungo un sentiero in leggera salita che porta fino a Grange de la Pie. A questo punto il percorso si fa più ripido e in meno di due ore di cammino conduce ai piedi del Castel Tournou, il cui blocco d'ingresso si trova in cima ad un breve sentiero solo leggermente segnato.
Proseguendo poi sul sentiero principale che dopo alcuni chilometri porta all'altro lato della vallata, si incontrano le indicazioni verso l'Opera 244.